# Micromus distinctus
Micromus distinctus is een insect uit de familie van de bruine gaasvliegen (Hemerobiidae), die tot de orde netvleugeligen (Neuroptera) behoort. 
Micromus distinctus is voor het eerst wetenschappelijk beschreven door Perkins in Sharp in 1899.